# Inga inflata
Inga inflata är en ärtväxtart som beskrevs av Adolpho Ducke. Inga inflata ingår i släktet Inga och familjen ärtväxter. Inga underarter finns listade i Catalogue of Life.